# イスーダン
イスーダン（仏: Issoudun）は、フランスのサントル＝ヴァル・ド・ロワール地域圏、アンドル県に属するコミューン。県の支庁が置かれている。
紋章には青地に、3輪のユリの花が配置されている。

## 地理
県東部、シェール県との境界付近に位置し、シャンパーニュ・ベリ地方に入る。ロワール水系のテオル川が南から北へ流れ、この15kmほど下流でアルノン川と合流する。ブリュージュとシャトールーをむすぶ交通の要衝で、国道151号が通る。
北でサント＝リゼーニュおよびサン＝ジョルジュ＝シュル＝アルノンと、北東でサン＝タンブロワおよびソジーと、東でシュデーと、南東でサン＝トーバンと、南でコンデと、南西でティゼーと、西でサン＝タウストリルと、北西でレ・ボルドおよびリズレーとそれぞれ接する。

## 歴史
1195年、イングランド王リチャード1世がフランス王フィリップ2世の進撃から市街を守った。その頃、珍しいくちばし型の天守を持つ城が築かれた。
1917年には町の6キロ北西にアメリカ陸軍航空隊がヨーロッパ最大の訓練施設、第3航空教育センターを開設した。同所は第一次世界大戦が終結した1918年11月11日時点で13箇所の戦場を管轄し、地上兵、訓練生、教官合わせて1万人以上が駐留する世界最大の航空基地であった。県道960号線沿いには大戦でのイスーダンの貢献を記念するモニュメントが建っている。その後、陸軍航空隊は1919年6月28日に正式にイスーダンから撤退し、跡地は再び農地となった。
2009年6月28日には市民が施設で訓練を受けた、また訓練中に死亡したアメリカ兵パイロットを称える記念式典を挙行した。

## 行政
- 首長 - アンドレ・レネル（André Laignel[1]、1977年 - ） 1942年12月4日生、社会党、大学教員
- 前首長 - モーリス・ルセル（Maurice Rousselle、1971年 - 1977年）

議会は首長を含め、33人で構成される。

## 人口の推移[2][3]
| 1793年 1万3491人 | 1800年 1万265人  | 1806年 1万719人  | 1821年 1万1077人 | 1831年 1万1664人 |
| 1836年 1万1654人 | 1841年 1万2234人 | 1846年 1万2852人 | 1851年 1万3346人 | 1856年 1万3320人 |
| 1861年 1万4282人 | 1866年 1万4261人 | 1872年 1万4230人 | 1876年 1万3703人 | 1881年 1万4928人 |
| 1886年 1万5231人 | 1891年 1万3564人 | 1896年 1万4116人 | 1901年 1万4222人 | 1906年 1万3949人 |
| 1911年 1万3709人 | 1921年 1万1893人 | 1926年 1万1809人 | 1931年 1万1684人 | 1936年 1万1511人 |
| 1946年 1万2645人 | 1954年 1万2945人 | 1962年 1万3900人 | 1968年 1万5108人 | 1975年 1万5956人 |
| 1982年 1万4696人 | 1990年 1万3859人 | 1999年 1万3680人 | 2007年 1万3627人 |                  |

## ゆかりの人物
- ピエール＝ジョゼフ・リュノー・ド・ボワスジェルマン（1732年 - 1801年） 学校教諭、文学者、編集者
- ニコラ・ルブラン（1742年 - 1806年） 化学者
- ピエール・ドゥニ・ド・ラ・シャトル（1763年 - 1820年） 軍人
- オーギュスト・ボルジェ（1808年 - 1877年） 画家
- モーリス・ラ・シャトル（1814年 - 1900年） 作家
- パテルヌ・ベリション（1855年 - 1922年） アルチュール・ランボーの義理の弟